# New Mater Volley 2022-2023
Questa voce raccoglie le informazioni riguardanti la New Mater Volley nelle competizioni ufficiali della stagione 2022-2023.

## Stagione
Nella stagione 2022-23 la New Mater Volley assume la denominazione sponsorizzata di BCC Castellana Grotte.
Partecipa per la settima volta, la quarta consecutiva, alla Serie A2, chiudendo la regular season di campionato al settimo posto in classifica: accede quindi ai play-off promozione dove viene eliminata al primo turno dalla Libertas Brianza.
A seguito del secondo posto in classifica al termine del girone di andata della regular season, partecipa alla Coppa Italia di Serie A2 dove giunge in finale venendo sconfitta dalla Callipo.

## Organigramma societario
Area direttiva
- Presidente: Gaetano Carpinelli
- Vicepresidente: Alessandro Vinella
- Direttore Sportivo: Bruno De Mori
- Responsabile Settore Giovanile: Fabio Malerba

Area tecnica
- Allenatore: Jorge Canestracci (fino al 4 aprile 2023), Giuseppe Barbone (dal 4 aprile 2023)
- Allenatore in seconda: Giuseppe Barbone (fino al 4 aprile 2023)
- Assistente Allenatori: Giuseppe Calisi
- Scout Man: Matteo Pastore

Area comunicazione
- Responsabile Comunicazione: Antonio Minoia
- Ufficio Stampa: Giancarla Manzari, Antonio Minoia
- Fotografo Ufficiale: Giampiero Consaga
- Telecronista: Vittorio Minoia

Area sanitaria
- Medico: Giosuè Dell'Aera
- Preparatore Atletico: Massimiliano D'elia
- Consulente Ortopedico: Gioachino Lo Bianco
- Fisioterapista: Andrea Giancaspro
- Osteopata: Francesco Boggia

## Rosa
| N° | Nome               | Ruolo | Data di nascita   | Nazionalità sportiva |
| -- | ------------------ | ----- | ----------------- | -------------------- |
| 1  | Matteo Zamagni     | C     | 4 agosto 1989     | Italia               |
| 3  | Mario Sportelli    | S     | 14 gennaio 2000   | Italia               |
| 4  | Andrea Marchisio   | L     | 6 novembre 1990   | Italia               |
| 5  | Nicola Tiozzo      | S     | 26 maggio 1993    | Italia               |
| 6  | Luca Presta        | C     | 6 dicembre 1995   | Italia               |
| 7  | Claudio Cattaneo   | S     | 13 novembre 1997  | Italia               |
| 8  | Giuseppe Longo     | P     | 28 luglio 1998    | Italia               |
| 9  | Paolo Di Silvestre | S     | 31 gennaio 1998   | Italia               |
| 10 | Saverio De Santis  | L     | 21 settembre 1999 | Italia               |
| 11 | Théo Lopes         | S     | 31 agosto 1983    | Brasile              |
| 14 | Dario Carelli      | S     | 13 novembre 1989  | Italia               |
| 15 | Pedro Jukoski      | P     | 24 settembre 1995 | Brasile              |
| 18 | Gerald Ndrecaj     | C     | 16 dicembre 1999  | Italia               |

## Mercato
| Acquisti | Acquisti           | Acquisti            | Acquisti   |
| R.       | Nome               | da                  | Modalità   |
| -------- | ------------------ | ------------------- | ---------- |
| S        | Dario Carelli      | Marcianise          | definitivo |
| S        | Claudio Cattaneo   | Motta               | definitivo |
| S        | Paolo Di Silvestre | Rinascita Lagonegro | definitivo |
| P        | Pedro Jukoski      | Teruel              | definitivo |
| P        | Giuseppe Longo     | Macerata            | definitivo |
| L        | Andrea Marchisio   | Lube                | definitivo |
| C        | Gerald Ndrecaj     | Marcianise          | definitivo |
| S        | Mario Sportelli    | Materdomini         | definitivo |
| C        | Matteo Zamagni     | Tricolore           | definitivo |

| Cessioni | Cessioni             | Cessioni            | Cessioni   |
| R.       | Nome                 | a                   | Modalità   |
| -------- | -------------------- | ------------------- | ---------- |
| C        | Alessandro Arienti   | Impavida Ortona     | definitivo |
| S        | Luca Borgogno        | Alba                | definitivo |
| S        | Riccardo Capelli     | Modica              | definitivo |
| S        | Alessio Fiore        | Grottaglie          | definitivo |
| P        | Marco Izzo           | Rinascita Lagonegro | definitivo |
| P        | Filippo Santambrogio | Tricolore           | definitivo |
| L        | Alessandro Toscani   | Olimpia Bergamo     | definitivo |
| C        | Andrea Truocchio     | Lupi Santa Croce    | definitivo |
| S        | Ivan Zanettin        | Green Galatone      | definitivo |

## Risultati

### Serie A2

#### Girone di andata
| 1ª Giornata - 9 ottobre 2022 Palasport Grottazzolina, Grottazzolina | M&G                 | 2 - 3 | New Mater         | 25-23, 15-25, 16-25, 25-15, 13-15 |
| 2ª Giornata - 16 ottobre 2022 PalaGrotte, Castellana Grotte         | New Mater           | 2 - 3 | Porto Robur Costa | 26-24, 20-25, 22-25, 25-18, 13-15 |
| 3ª Giornata - 19 ottobre 2022 Palasport Villa D'Agri, Marsicovetere | Rinascita Lagonegro | 1 - 3 | New Mater         | 28-30, 18-25, 25-11, 24-26        |
| 4ª Giornata - 23 ottobre 2022 PalaGrotte, Castellana Grotte         | New Mater           | 3 - 0 | Atlantide Brescia | 25-19, 25-20, 25-17               |
| 5ª Giornata - 30 ottobre 2022 PalaGrotte, Castellana Grotte         | New Mater           | 3 - 2 | Olimpia Bergamo   | 25-23, 25-20, 21-25, 21-25, 15-13 |
| 6ª Giornata - 5 novembre 2022 PalaBarbazza, San Donà di Piave       | Motta               | 0 - 3 | New Mater         | 20-25, 19-25, 25-27               |
| 7ª Giornata - 13 novembre 2022 PalaGrotte, Castellana Grotte        | New Mater           | 1 - 3 | Libertas Brianza  | 26-28, 23-25, 25-18, 22-25        |
| 8ª Giornata - 20 novembre 2022 PalaBigi, Reggio nell'Emilia         | Tricolore           | 2 - 3 | New Mater         | 25-23, 20-25, 26-24, 22-25, 8-15  |
| 9ª Giornata - 21 dicembre 2022 PalaGrotte, Castellana Grotte        | New Mater           | 3 - 1 | Porto Viro        | 27-25, 17-25, 25-16, 25-19        |
| 10ª Giornata - 3 dicembre 2022 PalaCastagnaretta, Cuneo             | Cuneo               | 3 - 0 | New Mater         | 25-22, 25-20, 25-19               |
| 11ª Giornata - 7 dicembre 2022 PalaGrotte, Castellana Grotte        | New Mater           | 1 - 3 | Callipo           | 25-22, 20-25, 22-25, 21-25        |
| 12ª Giornata - 10 dicembre 2022 PalaPrata, Prata di Pordenone       | Prata               | 2 - 3 | New Mater         | 23-25, 25-22, 25-20, 18-25, 13-15 |
| 13ª Giornata - 18 dicembre 2022 PalaGrotte, Castellana Grotte       | New Mater           | 3 - 1 | Lupi Santa Croce  | 25-20, 25-20, 22-25, 25-19        |

#### Girone di ritorno
| 14ª Giornata - 26 dicembre 2022 PalaGrotte, Castellana Grotte         | New Mater         | 3 - 0 | M&G                 | 25-19, 25-20, 25-19               |
| 15ª Giornata - 8 gennaio 2023 PalaCosta, Ravenna                      | Porto Robur Costa | 3 - 1 | New Mater           | 16-25, 25-20, 25-23, 25-18        |
| 16ª Giornata - 14 gennaio 2023 PalaGrotte, Castellana Grotte          | New Mater         | 3 - 0 | Rinascita Lagonegro | 25-18, 25-20, 25-22               |
| 17ª Giornata - 22 gennaio 2023 PalaSanFilippo, Brescia                | Atlantide Brescia | 1 - 3 | New Mater           | 20-25, 15-25, 25-23, 23-25        |
| 18ª Giornata - 29 gennaio 2023 Palazzetto dello Sport, Bergamo        | Olimpia Bergamo   | 1 - 3 | New Mater           | 21-25, 20-25, 25-23, 17-25        |
| 19ª Giornata - 12 febbraio 2023 PalaGrotte, Castellana Grotte         | New Mater         | 2 - 3 | Motta               | 25-22, 20-25, 20-25, 28-26, 11-15 |
| 20ª Giornata - 19 febbraio 2023 PalaFrancescucci, Casnate con Bernate | Libertas Brianza  | 3 - 1 | New Mater           | 25-20, 18-25, 25-16, 25-22        |
| 21ª Giornata - 26 febbraio 2023 PalaGrotte, Castellana Grotte         | New Mater         | 3 - 2 | Tricolore           | 25-18, 20-25, 27-29, 25-20, 15-11 |
| 22ª Giornata - 5 marzo 2023 Palazzetto dello Sport, Porto Viro        | Porto Viro        | 3 - 0 | New Mater           | 25-11, 25-22, 25-23               |
| 23ª Giornata - 12 marzo 2023 PalaGrotte, Castellana Grotte            | New Mater         | 3 - 0 | Cuneo               | 25-18, 25-19, 25-19               |
| 24ª Giornata - 19 marzo 2023 PalaMaiata, Vibo Valentia                | Callipo           | 3 - 0 | New Mater           | 25-20, 25-21, 25-20               |
| 25ª Giornata - 26 marzo 2023 PalaGrotte, Castellana Grotte            | New Mater         | 2 - 3 | Prata               | 23-25, 25-22, 25-19, 22-25, 12-15 |
| 26ª Giornata - 2 aprile 2023 PalaParenti, Santa Croce sull'Arno       | Lupi Santa Croce  | 3 - 1 | New Mater           | 25-15, 19-25, 25-19, 25-19        |

#### Play-off promozione
| Quarti di finale (gara 1) - 16 aprile 2023 PalaFrancescucci, Casnate con Bernate | Libertas Brianza | 2 - 3 | New Mater        | 25-21, 25-11, 23-25, 15-25, 8-15  |
| Quarti di finale (gara 2) - 19 aprile 2023 PalaGrotte, Castellana Grotte         | New Mater        | 2 - 3 | Libertas Brianza | 25-23, 18-25, 25-21, 17-25, 22-24 |
| Quarti di finale (gara 3) - 23 aprile 2023 PalaFrancescucci, Casnate con Bernate | Libertas Brianza | 3 - 0 | New Mater        | 25-21, 25-22, 25-14               |

### Coppa Italia di Serie A2
| Quarti di finale - 29 dicembre 2022 PalaGrotte, Castellana Grotte | New Mater | 3 - 0 | Porto Viro       | 25-19, 25-23, 25-9         |
| Semifinali - 18 gennaio 2023 PalaGrotte, Castellana Grotte        | New Mater | 3 - 1 | Libertas Brianza | 25-22, 25-19, 19-25, 25-21 |
| Finale - 4 febbraio 2023 PalaMaiata, Vibo Valentia                | Callipo   | 3 - 0 | New Mater        | 25-17, 25-22, 25-20        |

## Statistiche

### Statistiche di squadra
| Competizione             | Punti | In casa | In casa | In casa | In trasferta | In trasferta | In trasferta | Totale | Totale | Totale |
| Competizione             | Punti | G       | V       | P       | G            | V            | P            | G      | V      | P      |
| ------------------------ | ----- | ------- | ------- | ------- | ------------ | ------------ | ------------ | ------ | ------ | ------ |
| Serie A2                 | 43    | 14      | 8       | 6       | 15           | 8            | 7            | 29     | 16     | 13     |
| Coppa Italia di Serie A2 |       | 2       | 2       | 0       | 1            | 0            | 1            | 3      | 2      | 1      |
| Totale                   | -     | 16      | 10      | 6       | 16           | 8            | 8            | 32     | 18     | 14     |

G = partite giocate; V = partite vinte; P = partite perse 

### Statistiche dei giocatori
| Giocatore       | Serie A2 | Serie A2 | Serie A2 | Serie A2 | Serie A2 | Coppa Italia di Serie A2 | Coppa Italia di Serie A2 | Coppa Italia di Serie A2 | Coppa Italia di Serie A2 | Coppa Italia di Serie A2 | Totale | Totale | Totale | Totale | Totale |
| Giocatore       | P        | PT       | AV       | MV       | BV       | P                        | PT                       | AV                       | MV                       | BV                       | P      | PT     | AV     | MV     | BV     |
| --------------- | -------- | -------- | -------- | -------- | -------- | ------------------------ | ------------------------ | ------------------------ | ------------------------ | ------------------------ | ------ | ------ | ------ | ------ | ------ |
| D. Carelli      | 6        | 6        | 4        | 2        | 0        | 1                        | 1                        | 1                        | 0                        | 0                        | 7      | 7      | 5      | 2      | 0      |
| C. Cattaneo     | 24       | 180      | 146      | 20       | 14       | 2                        | 3                        | 3                        | 0                        | 0                        | 26     | 183    | 149    | 20     | 14     |
| S. De Santis    | 8        | 0        | 0        | 0        | 0        | 0                        | 0                        | 0                        | 0                        | 0                        | 8      | 0      | 0      | 0      | 0      |
| P. Di Silvestre | 28       | 332      | 290      | 22       | 20       | 3                        | 27                       | 21                       | 3                        | 3                        | 31     | 359    | 311    | 25     | 23     |
| P. Jukoski      | 27       | 46       | 22       | 15       | 9        | 3                        | 3                        | 1                        | 1                        | 1                        | 30     | 49     | 23     | 16     | 10     |
| G. Longo        | 28       | 10       | 3        | 4        | 3        | 3                        | 0                        | 0                        | 0                        | 0                        | 31     | 10     | 3      | 4      | 3      |
| T. Lopes        | 29       | 517      | 451      | 37       | 29       | 3                        | 52                       | 40                       | 9                        | 3                        | 32     | 569    | 491    | 46     | 32     |
| A. Marchisio    | 28       | 0        | 0        | 0        | 0        | 3                        | 0                        | 0                        | 0                        | 0                        | 31     | 0      | 0      | 0      | 0      |
| G. Ndrecaj      | 24       | 9        | 5        | 3        | 1        | 3                        | 0                        | 0                        | 0                        | 0                        | 27     | 9      | 5      | 3      | 1      |
| L. Presta       | 29       | 278      | 193      | 73       | 12       | 3                        | 27                       | 16                       | 8                        | 3                        | 32     | 305    | 209    | 81     | 15     |
| M. Sportelli    | 1        | 0        | 0        | 0        | 0        | 0                        | 0                        | 0                        | 0                        | 0                        | 1      | 0      | 0      | 0      | 0      |
| N. Tiozzo       | 21       | 189      | 160      | 12       | 17       | 3                        | 30                       | 25                       | 3                        | 2                        | 24     | 219    | 185    | 15     | 19     |
| M. Zamagni      | 28       | 275      | 195      | 72       | 8        | 3                        | 23                       | 18                       | 4                        | 1                        | 31     | 298    | 213    | 76     | 9      |

P = presenze; PT = punti totali; AV = attacchi vincenti; MV = muri vincenti; BV = battute vincenti